# Man (Virgínia Ocidental)
Man é uma cidade  localizada no estado norte-americano de Virgínia Ocidental, no Condado de Logan.

## Demografia
Segundo o censo norte-americano de 2000, a sua população era de 770 habitantes.
Em 2006, foi estimada uma população de 712, um decréscimo de 58 (-7.5%).

## Geografia
De acordo com o United States Census Bureau tem uma área de
1,6 km², dos quais 1,5 km² cobertos por terra e 0,1 km² cobertos por água. Man localiza-se a aproximadamente 254 m acima do nível do mar.

## Localidades na vizinhança
O diagrama seguinte representa as localidades num raio de 16 km ao redor de Man.